# RQ-180
Northrop Grumman RQ-180 — разведывательный БПЛА, разработанный компанией Northrop Grumman (США) в рамках проекта  Беспилотное боевое воздушное транспортное средство (Unmanned combat aerial vehicle, UCAV).
Первый полёт совершил в 2013 году на территории Зоны 51 — американского военного аэродрома в штате Невада.

## Описание
Дрон может патрулировать в течение 24 часов на высоте до 18 000 метров.
RQ-180 представляет собой новое поколение дронов, предназначенных для действий в условиях противодействия противника, обладающего развитой системой ПВО и ВВС.
Главное назначение RQ-180 — осуществление воздушной разведки с применением комплекса современной аппаратуры, включающей в свой состав активные (с АФАР) и пассивные разведсистемы. Возможно, он будет оборудован и для ведения РЭБ.

## История разработки
Принят на вооружение в 2019 году.